# Pygidianops eigenmanni
Pygidianops eigenmanni är en fiskart som beskrevs av Myers, 1944. Pygidianops eigenmanni ingår i släktet Pygidianops och familjen Trichomycteridae. Inga underarter finns listade i Catalogue of Life.